# Cellula staminale ematopoietica

Progenie delle cellule staminali ematopoietiche

Le cellule staminali ematopoietiche o emocitoblasti o CSE o HSC (Hematopoietic Stem Cells in inglese), sono cellule staminali che danno origine a tutte le cellule del sangue.

## Suddivisione
La divisione mitotica asimmetrica delle HSC porta alla formazione di: 
- una cellula HSC identica alla cellula madre, che mantiene così costante il pool di HSC
- una cellula progenitrice parzialmente differenziata e incapace di autorinnovamento (quindi non staminale), ma dotata di un ampio potenziale replicativo. Il tipo di differenziamento a cui va incontro la cellula progenitrice (definita anche TAC, transit amplifying cell per le sue capacità replicative) determina la distinzione delle cellule del sangue in due grandi classi:
  - cellule dalla linea mieloide (cioè derivate da un progenitore mieloide): monociti (precursori dei macrofagi), granulociti neutrofili, basofili ed eosinofili, eritrociti (globuli rossi), megacariociti (precursori dei trombociti o piastrine), cellule dendritiche
  - cellule della linea linfoide (cioè derivate da un progenitore linfoide): linfociti T, linfociti B, cellule NK